# Felix Kaspar
Felix Kaspar (Viena, 14 de janeiro de 1915 – Bradenton, Flórida, 5 de dezembro de 2003) foi um patinador artístico austríaco. Ele conquistou uma medalha de bronze olímpica em 1936, e três medalhas em campeonatos mundiais, sendo duas de ouro e uma de bronze.

## Principais resultados
| Resultados                                            | Resultados    | Resultados       | Resultados        | Resultados      | Resultados      | Resultados    | Resultados    | Resultados    | Resultados    | Resultados    | Resultados    | Resultados    |
| Internacional                                         | Internacional | Internacional    | Internacional     | Internacional   | Internacional   | Internacional | Internacional | Internacional | Internacional | Internacional | Internacional | Internacional |
| Evento/Temporada                                      | 1933– 1934    | 1934– 1935       | 1935– 1936        | 1936– 1937      | 1937– 1938      |               |               |               |               |               |               |               |
| ----------------------------------------------------- | ------------- | ---------------- | ----------------- | --------------- | --------------- | ------------- | ------------- | ------------- | ------------- | ------------- | ------------- | ------------- |
| Jogos Olímpicos                                       |               |                  | Medalha de bronze |                 |                 |               |               |               |               |               |               |               |
| Campeonato Mundial                                    |               |                  | Medalha de bronze | Medalha de ouro | Medalha de ouro |               |               |               |               |               |               |               |
| Campeonato Europeu                                    | 7.º           | Medalha de prata | 4.º               | Medalha de ouro | Medalha de ouro |               |               |               |               |               |               |               |
| Nacional                                              |               |                  |                   |                 |                 |               |               |               |               |               |               |               |
| Campeonato Austríaco                                  |               | Medalha de ouro  |                   | Medalha de ouro | Medalha de ouro |               |               |               |               |               |               |               |
|                                                       |               |                  |                   |                 |                 |               |               |               |               |               |               |               |
| Legenda: Competição não foi disputada nesta temporada |               |                  |                   |                 |                 |               |               |               |               |               |               |               |